# Cele mai vechi cluburi de fotbal
Cele mai vechi cluburi de fotbal înființate vreodată se află în Anglia. Primul este Sheffield F.C. (fondat în 1857). Alte cluburi care au fost înființate în  secolul al XIX-lea sunt: Everton FC, FC Liverpool, Blackburn, Manchester United FC sau AC Milan (din Italia).

## Top 10 cele mai vechi cluburi de fotbal din lume
Sheffield Wednesday F.C. (1867)
Nottingham Forest F.C. (1865)
Brigg Town F.C. (1864)
Bradford Park Avenue A.F.C. (1863)
Stoke City F.C. (1863)
Notts County F.C. (1862)
Worksop Town F.C. (1861)
Cray Wanderers F.C. (1860)
Hallam F.C. (1860)
Sheffield F.C. (1857)